# Return to the Planet of the Apes
Return to the Planet of the Apes war eine kurzlebige, amerikanische Zeichentrickserie, die lose auf den Roman Planet der Affen von Pierre Boulle beruht. Anders als der Roman, die gleichnamige Filmreihe und die erste Fernsehserie, zeigt diese Fernsehserie eine hochtechnologisierte Welt und keine auf dem Stand der frühen Neuzeit.
Zusammen mit dem zweiten Film der Filmreihe Rückkehr zum Planet der Affen (Beneath the Planet of the Apes) ist die Serie die einzige original Planet-der-Affen-Produktion, an der Roddy McDowall nicht beteiligt war.

## Synchronisation
| englische Sprecher | Rolle         |
| ------------------ | ------------- |
| Richard Blackburn  | Bill Hudson   |
| Henry Corden       | Cornelius     |
| Philippa Harris    | Zira          |
| Henry Corden       | Urko          |
| Austin Stoker      | Judy Franklin |